# 事前通知制度
事前通知制度（じぜんつうちせいど）とは、日本において不動産登記を申請するにあたり、登記識別情報又は登記済証を提供・提出すべきなのに、正当な理由があって提供・提出できない場合に、登記官が登記義務者の真実性を確認する制度である。事前通知以外にも資格者代理人による本人確認制度と公証人による本人確認制度があり、本稿で触れる。

## 略語など
説明の便宜上、以下の通り略語を用いる。
法
不動産登記法（平成16年6月18日法律第123号）
令
不動産登記令（平成16年12月1日政令第379号）
規則
不動産登記規則（平成17年2月18日法務省令第18号）
準則
不動産登記事務取扱手続準則（2005年（平成17年）2月25日民二456号通達）
2004年（平成16年）6月18日法律第123号不動産登記法附則6条3項により、オンライン未指定庁においては登記識別情報は登記済証と読み替えられ、同7条によりオンライン指定庁において登記済証が提出されたときは登記識別情報が提出されたものとみなされる。従って本稿では特記がない限り、登記識別情報とあれば登記済証を含むものとする。

## 提供・提出できない正当な理由
本節においては登記識別情報と登記済証を分けて説明する。

### オンライン指定庁
法22条ただし書のほか、準則42条1項各号に規定があり、以下のとおりである。
1. 登記識別情報が通知されなかった場合
2. 登記識別情報の失効の申出に基づき、登記識別情報が失効した場合
3. 登記識別情報を失念した場合
4. 登記識別情報を提供することにより登記識別情報を適切に管理する上で支障が生ずることとなる場合
5. 登記識別情報を提供したとすれば当該申請に係る不動産の取引を円滑に行うことができないおそれがある場合

不通知の事由としては、法21条ただし書の規定に基づき、申請人があらかじめ登記識別情報の通知を希望しない旨の申出をしたため、当初より通知されていない場合などがある。失効については失効制度を参照。その他の場合として、登記済証を所持しているが、電子申請により申請を行う場合（2005年（平成17年）2月25日民二457号通達第1-3(2)）がある。

### オンライン未指定庁
条文に明記されているものとして、既述規定によって読み替えられた法21条ただし書の規定に基づき、申請人があらかじめ登記済証の交付を希望しない旨の申出をしたため、当初より交付されていない場合がある。
その他の場合として、滅失、紛失、登記済証を現に所持していない場合がある（2005年（平成17年）2月25日民二457号通達第1-3(1)イ・ウ）。現に所持していない理由としては、不動産が共有であり、他の共有者が登記済証を所持していて引渡しを拒んでいるため（一発即答152頁）などが挙げられる。

### 申請情報への記載
登記識別情報を提供できない理由は、申請情報の内容とされている（令3条12号）。登記済証についても、2004年（平成16年）12月1日政令第379号附則2条2項によって読み替えられた令3条12号の規定に基づき、登記済証を提出できない理由は、申請情報の内容とされている。

## 事前通知制度

### 概要
法22条により登記識別情報を提供して登記申請をすべき場合なのに、法22条ただし書の正当な理由があって提出されなかった場合、原則として、登記義務者（令8条1項に定める場合にあっては登記名義人。以下本稿において同じ。）に対して、当該申請があった旨及び当該申請の内容が真実であると考える場合には一定の期間内（後述）にその旨の申出をすべき旨を通知しなければならない（法23条1項前段）。

### 方法

#### 具体例
登記申請が書面申請（規則1条4号参照。以下同じ。）又は電子申請（規則1条3号参照。以下同じ。）のいずれの方法によりされても、書面を送付してする（規則70条1項）。具体的には、事前通知書による（準則43条1項、同別記第55号様式）。事前通知書の送付の方法は、以下のように分類される。
- 登記義務者が自然人である場合又は法人である場合において当該法人の代表者の住所にあてて送付するときは、本人限定受取郵便又はこれに準ずる方法（規則70条1項1号）。
- 登記義務者が法人である場合において当該法人の主たる事務所にあてて送付するときは、書留郵便又は信書便の役務であって、信書便事業者において引受け及び配達の記録を行うもの（規則70条1項2号）。
- 登記義務者が日本国外に住所を有する場合、規則70条1項2号のもの又はこれら準ずる方法（規則70条1項3号）。

#### 様式
- 事前通知書（電子申請の場合）の様式
- 事前通知書（書面申請の場合）の様式

### あて先
- 法人
  - 原則は当該法人の主たる事務所にあてて送付する（準則43条2項本文）が、法人の代表者の住所にあてて送付を希望する旨の申出があったときは、これに応じて差し支えない（準則43条2項ただし書）。
- 自然人の特例
  - 申請人から、申請情報の内容とした申請人の住所に、例えば「何アパート内」又は「何某方」と付記して事前通知書を送付してほしい旨の申出があったときは、その申出に応じて差し支えない（準則44条1項）。この規定は法人の代表者の住所にあてて送付する場合に準用される（準則44条2項）。

### 申出
- 期間
  - 申出をすべき期間は原則として通知を発送した日から2週間以内である（不動産登記規則70条8項本文）が、登記義務者が日本国外に住所を有する場合は4週間以内である（不動産登記規則70条8項ただし書）。
- 方法
  - 電子申請の場合には、登記義務者が通知書の内容を通知番号等を用いて特定し、申請の内容が真実である旨の情報に電子署名をして登記所に送信し（不動産登記規則70条5項1号）、書面申請の場合には、登記義務者が通知書に申請の内容が真実である旨を記載し、申請書又は委任状に押したのと同一の印を押印して登記所に提出してする（不動産登記規則70条5項2号）。

- - 電子申請の場合における法第23条第1項に規定する申出は、特例方式により委任状が書面を提出する方法により提出されたときは、当分の間、規則第70条第1項の書面に通知に係る申請の内容が真実である旨を記載し、これに記名し、委任状に押印したものと同一の印を用いて押印した上、登記所に提出する方法によることができることとされた（規則附則第25条）。なお、この取扱いは、代理人による申請で、委任状が書面を提出する方法により提出された場合に限ってすることができるものであり、これ以外のときは、原則どおり、規則第70条第5項第1号の規定により、申請の内容が真実である旨の情報に電子署名を行った上で、登記所に送信する方法によらなければならないこととなる（平成20年民二第57号通達）。

- 日本国外に住所を有する場合
  - 登記義務者が日本国外に住所を有している場合、権限を有する官公署の作成に係る証書により、登記申請に関する不動産の管理・処分の一切の権限を与えられたことを証明した代理人をあて先とすることができる（登記研究692-211頁）。
- 通知を受けるべき者が死亡している場合
  - 登記義務者の相続人から申出をすることができるが、当該相続人の電子署名又は印鑑証明書が必要である（不動産登記準則46条1項）。
- 法人の場合の特例
  - 書面申請の場合で法人の代表者に事前通知をした場合ときは、当該法人の他の代表者から申出をすることができるが、当該他の代表者の代表者資格証明情報及び印鑑証明書が必要である（不動産登記準則46条2項）。
- 申出がなかった場合
  - 不動産登記法25条10号により、登記の申請は却下される。

### 再発送の可否
事前通知書が受取人不明を理由に返送された場合において、申出期間満了前に申請人から再発送の申出があったときは、これに応じて差し支えない（不動産登記準則45条前段）。この場合、申出期間は最初に事前通知書を発送した日から起算される（不動産登記準則45条後段）。
通知書が紛失、火災又は盗難等により再発送の要望があっても応ずることはできない（1960年（昭和35年）4月16日民甲915号通達、同年5月28日民三351号回答）。ただし、書留郵便として発送された通知書が配達前に郵便盗難事故により亡失した場合、亡失証明書の提出があれば再発送に応ずることができるとされた（1968年（昭和43年）3月1日民三112号回答）。以上の先例は旧不動産登記法時のものであるものの、新法下でも適用があるとされている（一発即答162頁参照）。

### 前住所通知

#### 概要
事前通知をすべき場合において、登記申請が所有権に関するものであり、登記義務者の住所について変更の登記がされている場合には、法務省令で定める場合を除き、登記官は、登記義務者の登記記録上の前の住所にあてて当該申請があった旨を通知しなければならない（不動産登記法23条2項）。
法務省令で定める場合とは、以下のとおりである（不動産登記規則71条2項各号）。
1. 住所変更（更正を含む）の登記の登記原因が、行政区画若しくはその名称又は字若しくはその名称についての変更又は錯誤若しくは遺漏である場合
2. 事前通知をすべき登記の申請日が、登記義務者の住所についてされた最後の変更（更正を含む）の登記申請の受付日から3か月以上経過している場合
3. 登記義務者が法人である場合
4. 資格者代理人による本人確認情報の提供（後述）があった場合において、その内容からして申請人が登記義務者であることが確実であると認められる場合

前住所通知は、転送を要しない郵便物として書面を送付またはこれに準ずる方法によりする（不動産登記規則71条1項）。具体的には、「転送不可」と書かれたはがきによる（不動産登記準則48条1項、同別記第56号様式）。この前住所通知が返送されなくても、当該通知に係る登記の申請について異議の申出がなければ登記は実行される（2005年（平成17年）2月25日民二457号通達第1-1(2)エ参照）。
なお、住所を転々としている場合、住所変更・更正の登記の受付日が事前通知をすべき登記申請日から3か月以内であれは、いずれの住所にも前住所通知をする（不動産登記準則48条2項）。

#### 様式
- 前住所通知書（裏面）の様式

## 資格者代理人による本人確認制度

### 概要
事前通知をすべき場合であっても、当該申請が登記申請の代理を業とすることができる代理人（権利の登記は司法書士、弁護士、表示の登記は土地家屋調査士、不動産登記法を準用する船舶登記については司法書士、海事代理士を指す。以下資格者代理人という）によって申請された場合において、当該申請人が法23条1項の登記義務者であることを確認した情報（本人確認情報）が提供され、かつその内容を登記官が相当と認めたときは、事前通知をしなくてよい（法23条4項1号）。
なお、資格者代理人自身が遺言執行者などで登記義務者となって登記手続きをする場合には自身を証明する本人確認情報を作成することはできないとされている。（登記研究745号）

### 本人確認情報の内容
資格者代理人が申請人と面談した日時、場所及びその状況を明らかにした情報が必須である（不動産登記規則72条1項1号）。申請人が法人の場合、その代表者又はこれに代わるべき者と面談しなければならない（不動産登記規則72条1項1号かっこ書）。
その他、資格者代理人が申請人と面識があるか否かで以下の情報が必要である。

#### 面識がある場合
資格者代理人が申請人の氏名を知り、かつ面識があるときは、当該申請人の氏名を知り、かつ面識がある旨及びその面識が生じた経緯を本人確認情報の内容としなければならない（不動産登記規則72条1項2号）。その具体例は以下のとおりである。
- 資格者代理人が当該登記申請の3か月以上前に、当該申請人について資格者代理人として本人確認情報を提供して登記申請をしたとき（不動産登記準則49条1項1号）。
- 資格者代理人が当該登記申請の依頼を受ける以前から当該申請人の氏名及び住所を知り、かつ当該申請人との間に親族関係・1年以上にわたる取引関係その他安定した継続的な関係の存在があるとき（不動産登記準則49条1項2号）。

#### 面識がない場合
資格者代理人が申請人の氏名を知らないか、又は面識がないときは、真正な登記義務者であることを確認するために当該申請人から提示を受けた書類の内容及び当該申請人が真正な登記義務者であると認めた理由を、本人確認情報の内容としなければならない（不動産登記規則72条1項3号）。書類の具体例は以下のとおりである。
- 1号書類
  - 運転免許証（道路交通法92条1項）、外国人登録証明書（外国人登録法5条）、住民基本台帳カード（住民基本台帳法30条の44第1項）、旅券・乗員手帳（出入国管理及び難民認定法2条5号・6号）、運転経歴証明書（道路交通法104条の4）のうちいずれか1つ以上（不動産登記規則72条2項1号）。
- 2号書類
  - 国民健康保険などの保険の被保険者証、健康保険日雇特例被保険者手帳、国家公務員共済組合などの共済の組合員証・加入者証、国民年金手帳（国民年金法13条1項）、児童扶養手当証書・特別児童扶養手当証書、母子健康手帳・身体障害者手帳などの手帳であって、氏名・住所及び生年月日の記載があるもののうちいずれか2つ以上（不動産登記規則72条2項2号）。なお、外国人登録原票記載証明書は、同居の親族等本人以外の者も交付を請求することができるから、2号書類とするのは相当でないとされている（法務省規則パブコメ、第3-21）。
- 3号書類
  - 2号書類のうちいずれか1つ以上と、官公庁から発行・発給された書類その他これに準ずるものであって、当該申請人の氏名・住所及び生年月日の記載があるもののうちいずれか1つ以上（不動産登記規則72条2項3号）。

3号書類のうち「これに準ずるもの」については、民間会社が発行するもの（社員証など）は該当しないが、独立行政法人が発行するものは該当する（一発即答180頁）。
なお、これらの書類の内容を明らかにするには、書類の写しを添付する方法又は写しと同程度に当該書面の内容を特定することができる具体的な事項を本人確認情報の内容とする方法によりするものとされている（2005年（平成17年）2月25日民二457号通達第1-9）。

### 資格者代理人自身の証明
資格者代理人が本人確認情報を提供するときは、当該資格者が登記申請の代理を業とすることができる者であることが要件となる。
この資格業者は以下に限られる。
- 司法書士（権利の登記、船舶にかかる登記のみ）
- 土地家屋調査士（表示の登記のみ）
- 海事代理士（船舶にかかる登記のみ）
- 弁護士（権利の登記、船舶にかかる登記のみ）

また、登記申請の代理を業とすることができる者であることを証する情報を併せて提供しなければならない（不動産登記規則72条3項）。その具体例は以下のとおりである。
- 日本司法書士会連合会又は日本土地家屋調査士会連合会が発行した電子証明書（不動産登記準則49条2項1号）。
- 当該資格者代理人が所属する司法書士会、土地家屋調査士会又は弁護士会が発行した職印に関する証明書（不動産登記準則49条2項2号）。ただし、発行後3か月以内のものでなければならない（不動産登記準則49条3項）。
- 電子認証登記所が発行した電子証明書（不動産登記準則49条2項3号）。
- 登記所が発行した印鑑証明書（不動産登記準則49条2項4号）。ただし、発行後3か月以内のものでなければならない（不動産登記準則49条3項）。これは、資格者代理人が法人の場合である。

### 前住所通知の省略
資格者代理人が本人確認情報を提供した場合であっても、原則として前住所通知を不要とすることはできない（不動産登記法23条2項）が、その内容からして申請人が登記義務者であることが確実であると認められる場合には、不要とすることができる（不動産登記規則71条2項4号）のは、既に述べたとおりである。

## 公証人による本人確認制度
- 概要
  - 事前通知をすべき場合であっても、申請情報等につき公証人（公証人法8条により公証人の職務を行う法務事務官を含む）から当該申請人が不動産登記法23条1項の登記義務者であることを確認するために必要な認証がされ、かつ登記官がその内容を相当と認めたときは、事前通知をしなくてよい（不動産登記法23条4項2号）。
- 方法
  - 条文が存在せず、通達（2005年（平成17年）2月25日民二457号通達第1-10）に規定がある。公証人が申請人と面識があるか否かに分かれている。
    - 面識がある場合、申請書等につきその旨を含んだ認証文を付して（公証人法36条4号）認証する。
    - 面識がない場合、印鑑及び印鑑証明書又は運転免許証により本人確認をし、申請書等にその旨を含んだ認証文を付して（公証人法36条6号）認証する。
- 前住所通知
  - 資格者代理人の場合と異なり、公証人により本人確認の認証がされても、前住所通知を不要とすることはできない（不動産登記法23条2項、不動産登記規則71条2項4号参照）。

## 罰則
資格者代理人が虚偽の本人確認情報を提供したときは、2年以下の懲役又は50万円以下の罰金に処せられる（不動産登記法160条）。また、法人の代表者又は法人の代理人・使用人その他の従業員が、その法人の業務に関して虚偽の本人確認情報を提供したときは、両罰規定としてその法人に対しても罰金刑が科せられる（不動産登記法163条）。